# Formacja Standardowa Lotos-Jantar
Formacja Standardowa LOTOS-Jantar – stworzona w 1995 r. w Elblągu, polska formacja tańcząca tańce standardowe, piętnastokrotny Mistrz Polski, brązowy medalista Mistrzostw Świata, Wicemistrz Świata oraz dwukrotny Mistrz Świata.

## Historia
Elbląscy tancerze zaczęli brać udział w turniejach najpierw w Polsce, później również w Europie i na świecie. W 1995 roku powstała Formacja Standardowa Jantar. Tancerze startowali w kategorii powyżej 15 roku życia, a tytuł Mistrza Polski wywalczyli w pierwszych Mistrzostwach, w których uczestniczyli, i które odbyły się w Elblągu. Ich trenerem był Antoni Czyżyk, a układ choreograficzny oraz muzyczny inspirowany muzyką Straussa stworzyła trenerka z Mołdawii Irmina Gozun. W 1995 roku Formacja po raz pierwszy wystartowała na Mistrzostwach Świata, gdzie wywalczyła dziewiąte miejsce.
W 1997 roku współpracę z Formacją podjął nowy choreograf Ariane Schiessler. Powstał układ, pt. Trzech Tenorów. Po raz trzeci Formacja Jantar obroniła tytuł mistrza kraju i wystartowała na Mistrzostwach Europy, na których znalazła się na miejscu ósmym – poza finałem. Jednak już podczas Mistrzostw Świata, na które Formacja pojechała do Mołdawii, sędziowie sklasyfikowali ją na czwartym miejscu. W tym roku powstał również drugi zespół: Formacja Standardowa Jantar II, który przejął choreografię „Strauss” i wystartował na Mistrzostwach Polski Formacji Tanecznych w kategorii do 15. roku życia. Drugi zespół z przerwami istniał do 2007 roku, kiedy to tancerze z jego składu przeszli do Formacji Standardowej LOTOS-Jantar, a drugi zespół nie został ponownie sformowany.
W 1998 roku Formacja Standardowa Jantar, tańcząc ten sam program, co w roku poprzednim, po raz kolejny została Mistrzem Polski. Zespół na Mistrzostwach Europy wywalczył trzecie miejsce, a na Mistrzostwach Świata, czwarte. W roku 1999 był przełomem w dziejach Formacji. Nastąpiły kolejne zmiany w składzie zespołu, a także zmiana programu tanecznego. Tym razem młodzi tancerze prezentowali układ choreograficzny i muzyczny oparty na filmie Titanic pod nazwą Odległe wspomnienia.
W 2001 r. tańczyły znów dwa zespoły. W tym roku Formacja reprezentowała swój kraj w programie zatytułowanym James Bond. Podczas Mistrzostw Europy zdobyli piąte miejsce, a na Mistrzostwach Świata nie wystąpili. Formacja Standardowa Jantar II, jako zespół startujący na Mistrzostwach Polski w kategorii do 15. roku życia, prezentowała układ przejęty po starszym zespole – Odległe wspomnienia. Formacja ta zdobyła w swojej kategorii tytuł Mistrza Polski Formacji Standardowych.
W 2002 roku zespół prezentował się w układzie choreograficznym i muzycznym Moulin Rouge i w nowych strojach. Wywalczył także na Mistrzostwach Europy i Świata odpowiednio piąte i czwarte miejsce. Formacja Standardowa Jantar II przejęła program po starszych kolegach. Z układem James Bond zespół zdobył Wicemistrzostwo Polski i po raz pierwszy wyjechał na Mistrzostwa Świata, zajmując tam dwunaste miejsce.
Chicago – to nowy układ choreograficzny i muzyczny prezentowany przez Formację Jantar w 2003 roku. Formacja po raz dziewiąty obroniła tytuł Mistrza Polski. Na Mistrzostwach Europy zajęła czwarte miejsce, a na Mistrzostwach Świata, piąte. Młodszy zespół, prezentując tym razem choreografię Moulin Rouge, wystartował na Mistrzostwach Polski i ponownie zdobył drugie miejsce w kategorii powyżej 15 roku życia. Podczas Mistrzostw Europy i Świata zdobył ósme miejsce.
2004 r. przyniósł Formacji Standardowej Jantar tytuł Mistrza Polski już po raz dziesiąty. Formacja Jantar w tym okresie występowała ponownie w układzie „Chicago” na Mistrzostwach Europy, zajmując czwarte, a na Mistrzostwach Świata, piąte miejsce. Formacja Jantar II wystartowała na Mistrzostwach Polski w kategorii do 15 roku życia i również zajęła najwyższe miejsce w finale, prezentując układ Odległe wspomnienia. Tancerze nie mogli jednak reprezentować ich kraju na Mistrzostwach Europy i Świata ze względu na wiek.
W roku 2005 istniały nadal dwie formacje i obie wystąpiły jako reprezentanci swego kraju na Mistrzostwach Świata Formacji Standardowych, które odbyły się 26 listopada tego roku w Elblągu. Po kilkumiesięcznej pracy nad nowym programem The Beatles The Stars Reborn z trenerami Antonim Czyżykiem i Ariane Schiessler tancerze Formacji Jantar zdobyli trzecie miejsce. Młodszy zespół odświeżył układ Odległe wspomnienia do muzyki z filmu Titanic. Od 2005 roku Formacja istnieje jako Formacja Standardowa LOTOS-Jantar, zmieniając nazwę po tym, jak Grupa Lotos zdecydował się zostać jej głównym sponsorem. Formacja LOTOS-Jantar na Mistrzostwach Europy uplasowała się na czwartym miejscu.
W 2006 r. Elbląski Klub Tańca „Jantar” reprezentowały dwa zespoły: starszy LOTOS-Jantar, w jego skład z weszli tancerze z drugiej Formacji Jantar i młodszy Jantar. LOTOS-Jantar po raz dwunasty z rzędu zdobył tytuł Mistrza Polski powyżej 15 lat, tańcząc układ do muzyki zespołu The Beatles. Młodsza drużyna, startując w kategorii do 15 lat, również wytańczyła pierwsze miejsce z układem James Bond. W 2007 roku do osiągnięć Formacji Standardowej LOTOS-Jantar zaliczyć należy miejsce na podium – trzecie na Mistrzostwach Europy w Mołdawii oraz szóste miejsce na Mistrzostwach Świata w Niemczech.
W 2009 roku Formacja tańczyła do muzyki Abby, tym razem jednak inspiracją był musical Mamma Mia!. Zmieniony układ i nowe stroje zapewniły ponownie podwójne czwarte miejsce na Mistrzostwach Europy na Węgrzech oraz na Mistrzostwach Świata w Niemczech.
23 października 2010 roku Formacja Standardowa LOTOS-Jantar zatańczyła do muzyki Michaela Jacksona na Mistrzostwach Polski, Europy i Świata. Na Mistrzostwach Świata Formacji Standardowych w Elblągu Formacja zdobyła pierwsze od 11 lat Mistrzostwo Świata deklasując 15 innych uczestniczących grup tanecznych.

## Występ
W czasie występu tancerze muszą zaprezentować co najmniej cztery z pięciu tańców standardowych: tanga, fokstrota, quickstepa, walca wiedeńskiego i walca angielskiego lub cztery z sześciu latynoamerykańskich: samby, rumby, cha-chy, paso doble, jive’a, salsy. Formacje składają się z sześciu – ośmiu par.